# Valvationstabelle

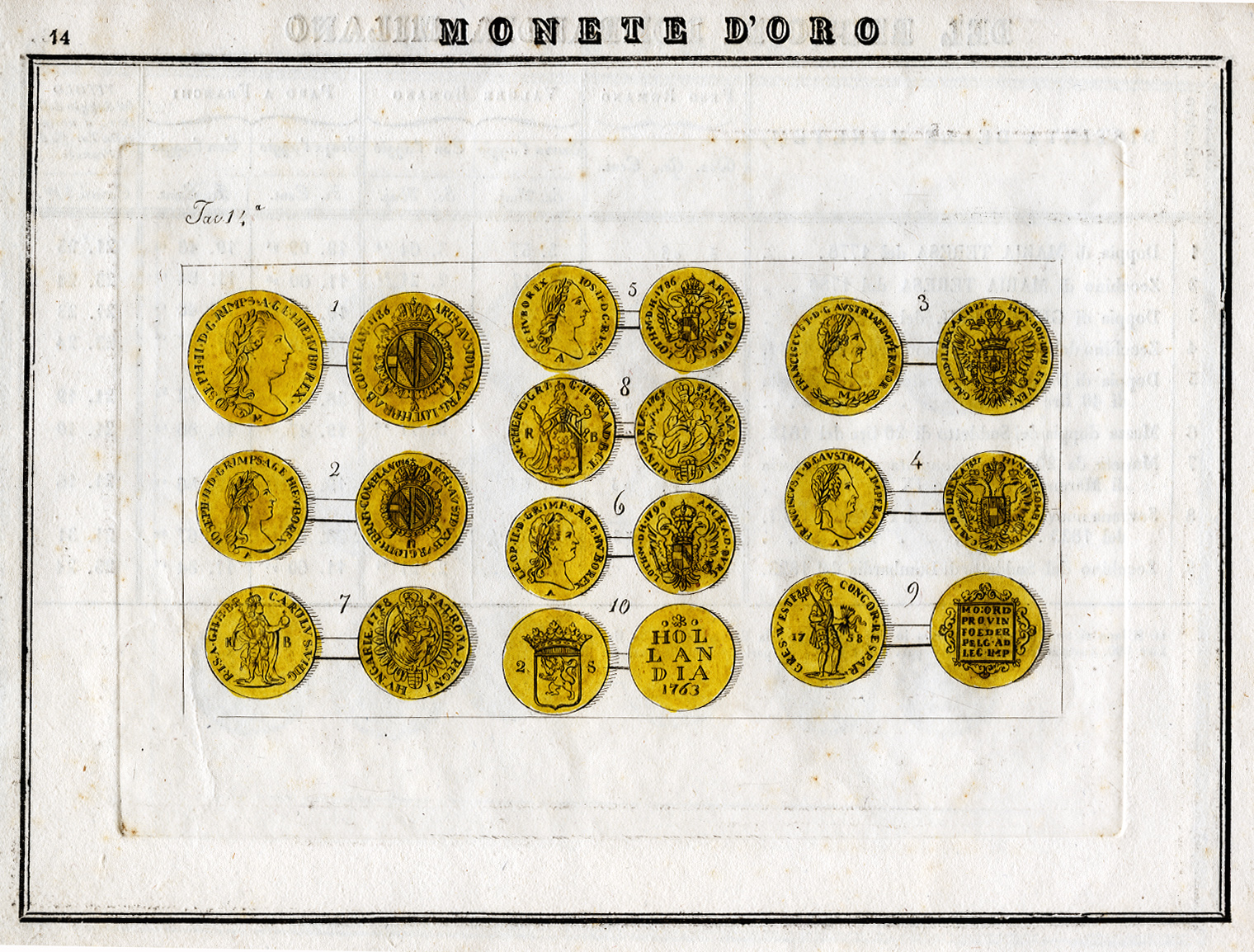
Italienische Valvationstabelle, Rom 1832, Tafel der Vergleichs-Abbildungen

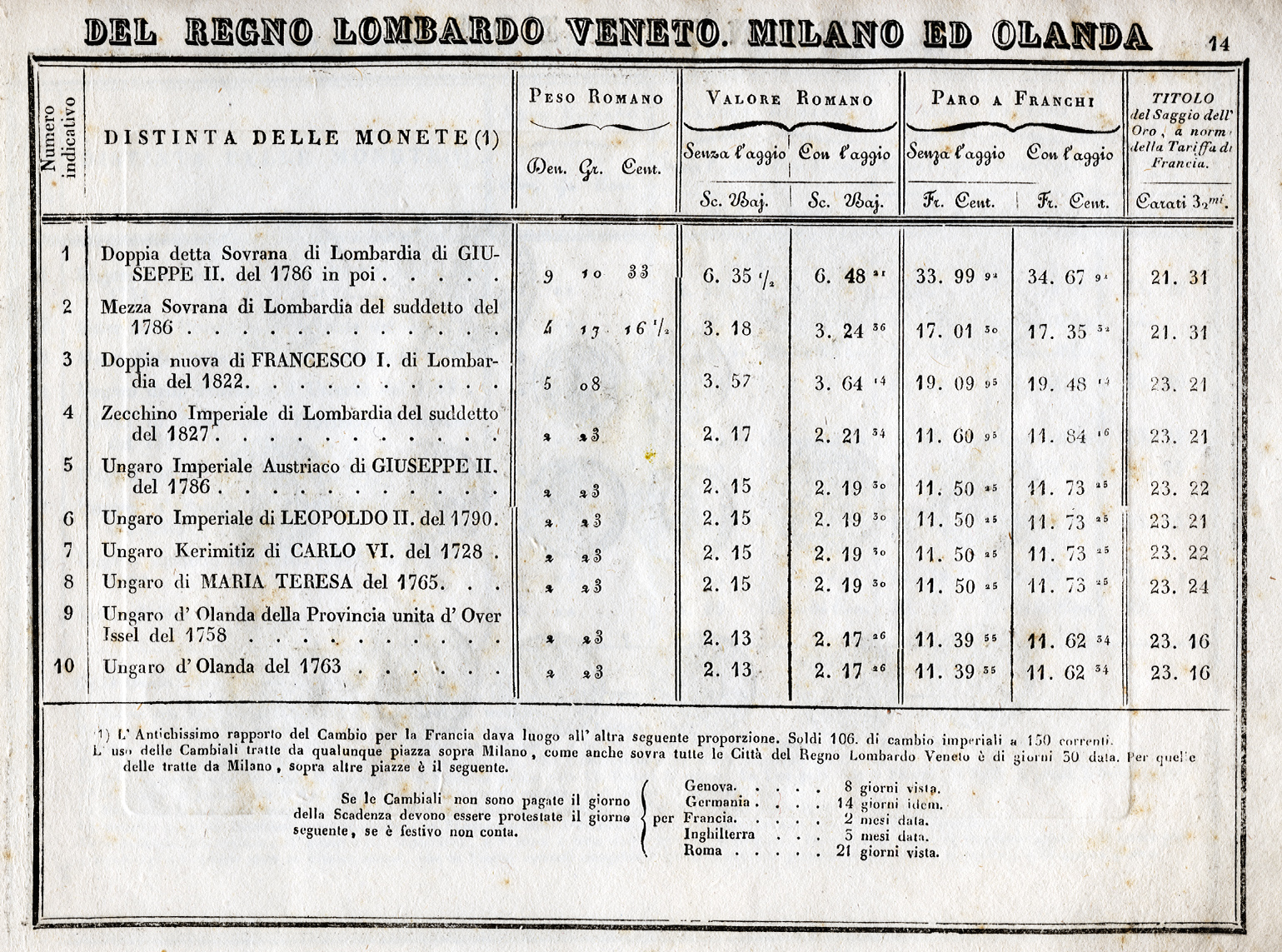
Italienische Valvationstabelle, Rom 1832, Textteil mit Vergleichswerten

Valvationstabellen oder Valuationstabellen (von Valvation, Festlegung des Umlaufwertes von Münzen, von lateinisch valere = wert sein) sind Münzwertvergleichstabellen, die z. B. von einem Landesfürsten bzw. vom Reichstag durch Münzwardeine erstellt wurden und gesetzlich verbindlich waren, um z. B. ausländische Münzen bzw. nicht nach Reichsmünzfuß geprägte Kurantmünzen anderer Münzherren mit der jeweiligen Landeswährung oder mit dem offiziellen Reichsfuß bzw. der Rechnungsmünze vergleichen zu können.
Aufgrund der zahllosen in Europa kursierenden Münztypen bzw. Währungen waren diese Tabellen ein wichtiges Instrument für den Handel.
Diese Valvationstabellen wurden auch von Kaufleuten in Buchform verfasst, damit ein schneller Wertvergleich der unterschiedlichen Geldsorten im täglichen Handel ohne Wasserprobe oder „Probiernadel mit Prüfsäure auf der Schiefertafel“ sofort auf Sicht möglich war, da das Raugewicht (Münzgesamtgewicht) oftmals ja stimmte, aber das Feingewicht unsicher war.
Meist ausgehend von der jeweiligen Landeswährung oder vom offiziellen Reichsfuß wurden möglichst viele (teilweise sogar abgebildete) Gold- und Silbermünzen mit der Normwährung verglichen. Meist wurden Abweichungen „nach unten“ in diesen Tabellen im Wert festgestellt.
Auch bei Münzverruf wurden von der Münzstätte selbst solche Tabellen erlassen, die häufig in Form von Flugblättern angeschlagen wurden.
Valvationstabellen waren in Europa bis zum Ende des 19. Jahrhunderts in Gebrauch.

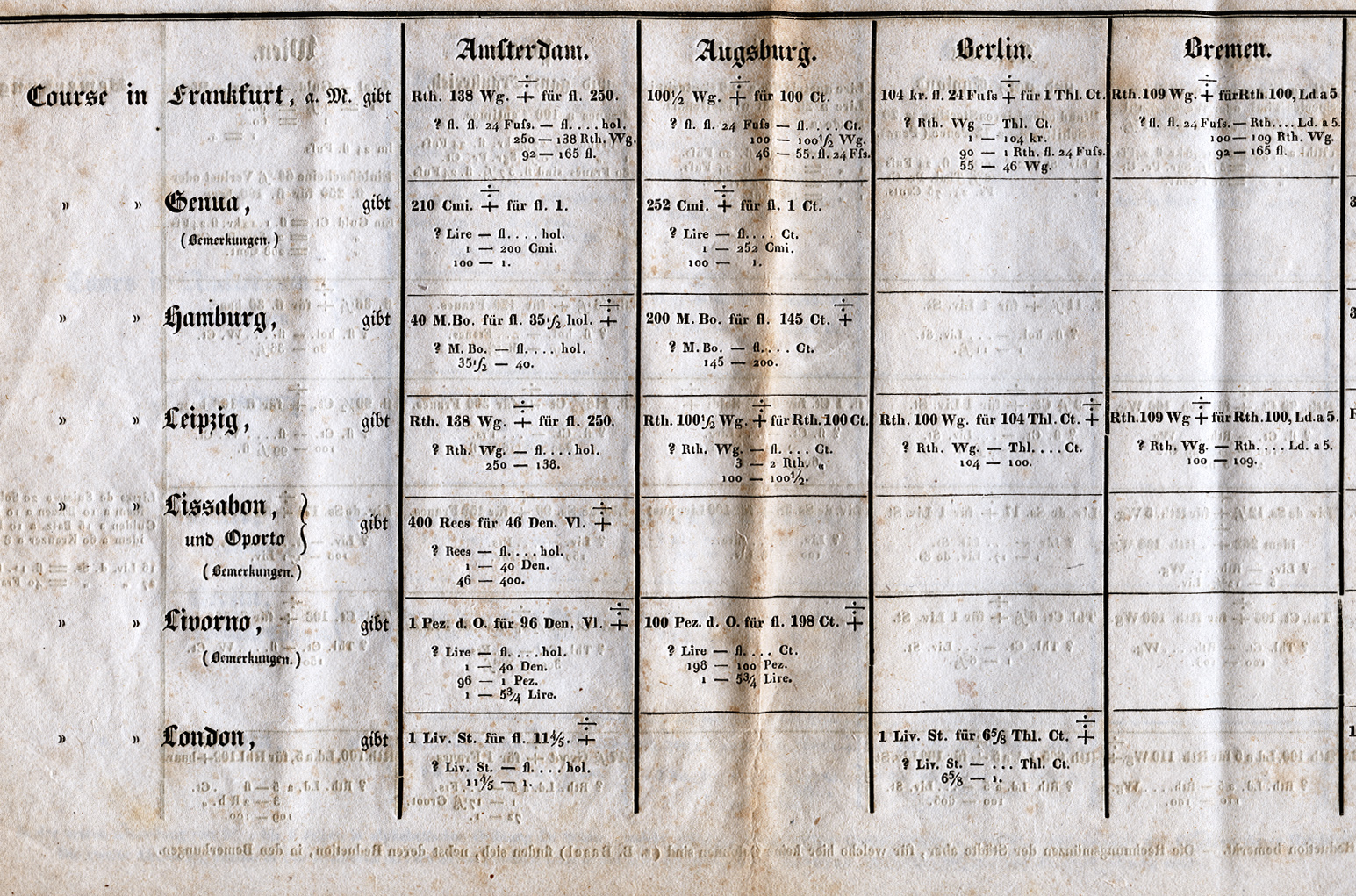
Deutsche Valvationstabelle, Heidelberg 1832